# Tsukasa Morishima
Tsukasa Morishima (født 25. april 1997) er en japansk fodboldspiller, som spiller for den japanske fodboldklub Sanfrecce Hiroshima.